# Nevidljivi Ružičasti Jednorog
Nevidljivi Ružičasti Jednorog je bog u parodijama religije, koji se često koristi kao satira teističkih vjerovanja. Riječ je o bogu koji je paradoksalno istovremeno nevidljiv i ružičast. Zbog toga ga u raspravama koriste ateisti i skeptici.
Nevidljivi Ružičasti Jednorog koristi se kako bi se dokazalo da su vjerovanja u nadnaravno neosnovana, primjerice, zamjenjujući riječ "Bog" u bilo kojoj teističkoj tvrdnji s "Nevidljivim Ružičastim Jednorogom". Međusobno isključivi atributi nevidljivosti i ružičastosti, zajedno s nemogućnošću da se ospori njegovo postojanje služe kako bi satirom ukazali na kontradikciju u sposobnostima koje neki teisti daju teističkom božanstvu.

## Povijest
Nevidljivi Ružičasti Jednorog je postao poznat prvenstveno kroz online kulturu, i na internetu postoji nekoliko web stranica posvjećenih njemu. Analogija s Nevidljivim Ružičastim Jednorogom prvi se put pojavila 17. srpnja 1990. na Usenet grupi alt.atheism. 
Koncept je dalje razvila grupa studenata od 1994. do 1995. godine. Oni su napisali manifest o besmislenoj religiji baziranoj na nekoliko Nevidljivih Ružičastih Jednoroga. Najčešće citirani dio je:
2007. godine, Niamh Wallace je iznio mišljenje da je Nevidljivi Ružičasti Jednorog postao simbol ateizma.

## Slični koncepti
1996. godine, jednorog kojeg nitko ne vidi korišten je u ljetnom kampu za djecu za poticanje slobodnog mišljenja u SAD-u, kojeg je ustanovio dr. L. Wilson. Kako je kasnije navedeno u Cincinnati Enquirer-u, "kamperi moraju pokušati dokazati da imaginarni jednorozi - kao metafora za Boga - ne postoje". Richard Dawkins je u svojoj knjigi Iluzija o Bogu napisao: "Russellov čajnik, naravno, predstavlja bezbrojan broj stvari čije postojanje je uvjerljivo i ne može biti dokazano...Filozofija najdraži je nevidljivi, neopipljivi, nečujni jednorog."